# Justine-Herbigny
Justine-Herbigny ist eine französische Gemeinde mit 164 Einwohnern (Stand: 1. Januar 2022) im Département Ardennes in der Region Grand Est (bis 2015 Champagne-Ardenne). Sie gehört zum Arrondissement Rethel und zum Gemeindeverband Crêtes Préardennaises.

## Geografie
Die Gemeinde Justine-Herbigny liegt an der Mündung der Draize in die Vaux, etwa 42 Kilometer nordöstlich von Reims im Nordwesten der Trockenen Champagne südlich der Ardennen. Das bis auf kleinere Gehölze waldarme 11,77 km² große Gemeindegebiet wird von Getreidefeldern geprägt. Von Süden ragt eine Hügelkette namens Montagne de Sery in das Gemeindegebiet hinein. Hier wird mit 179 Metern über dem Meer der höchste Punkt in der Gemeinde erreicht, während die Dörfer Justine und Herbigny auf 87 bzw. 88 m über dem Meer liegen. Umgeben wird Justine-Herbigny von den Nachbargemeinden Draize und Wasigny im Nordosten, Sery im Südosten, Hauteville im Südwesten, Chappes im Westen sowie Doumely-Bégny im Nordwesten.

## Geschichte
Im Jahr 785 schenkte Karl der Große seinem Getreuen Willehad eine Zelle in "Justina". Der Bearbeiter dieser Urkunde glaubt, dass damit Justine gemeint war. Das im Vertrag von Meerssen 870 genannte „Justina“ wird vom Bearbeiter dieser Urkunde auf Jussey (Haute-Saone) bezogen Sicher sind sich die Historiker in beiden Fällen nicht. 
Die heutige Gemeinde entstand 1965 aus der Fusion der vormals selbständigen Gemeinden Justine und Herbigny.

### Bevölkerungsentwicklung
| Jahr      | 1962 | 1968 | 1975 | 1982 | 1990 | 1999 | 2010 | 2021 |
| --------- | ---- | ---- | ---- | ---- | ---- | ---- | ---- | ---- |
| Einwohner | 113  | 199  | 169  | 159  | 135  | 114  | 168  | 165  |

Im Jahr 1841 wurde mit 424 Bewohnern die bisher höchste Einwohnerzahl ermittelt. Die Zahlen basieren auf den Daten von cassini.ehess und INSEE.

## Sehenswürdigkeiten

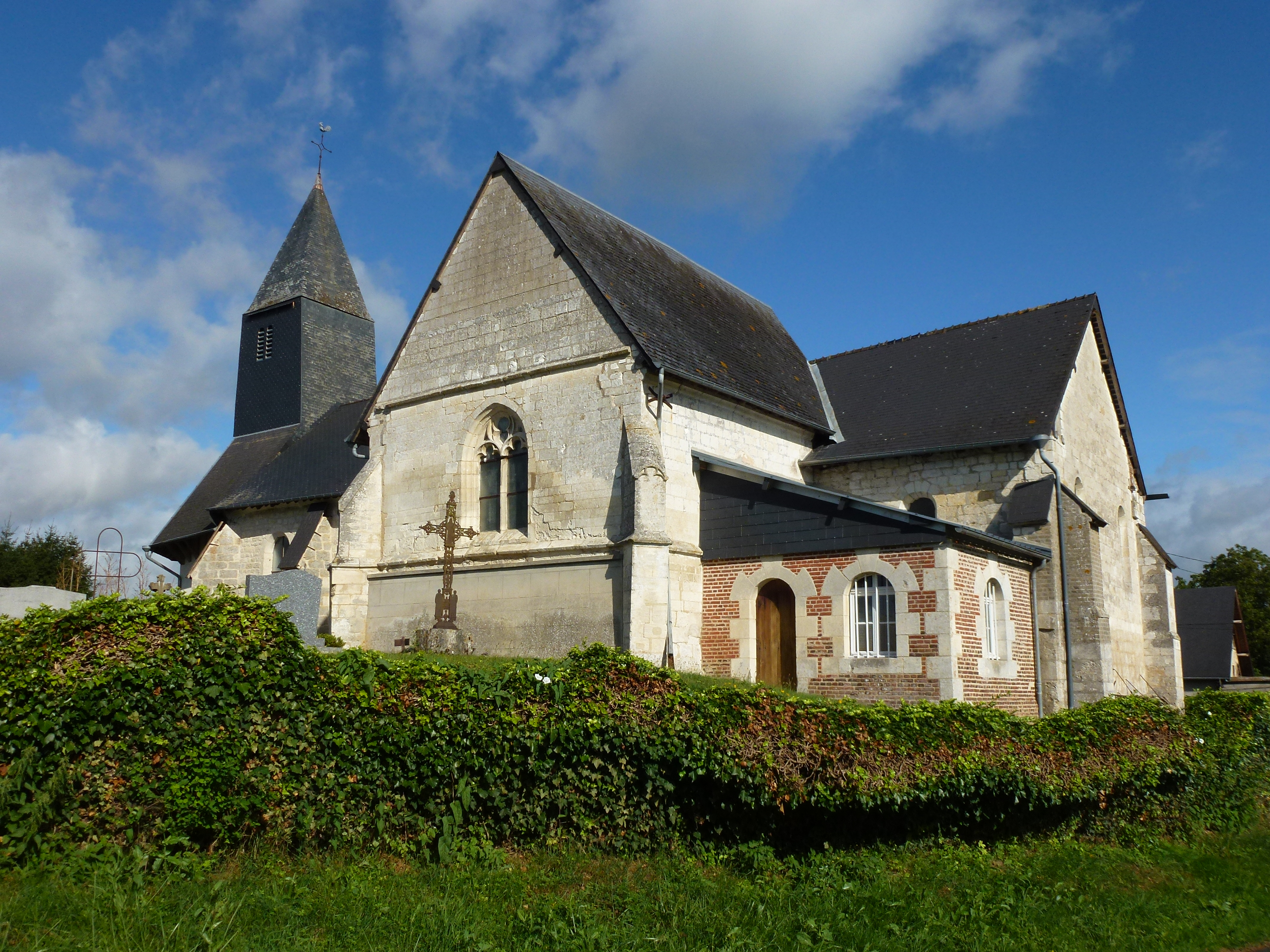
Kirche Saint-Martin in Herbigny
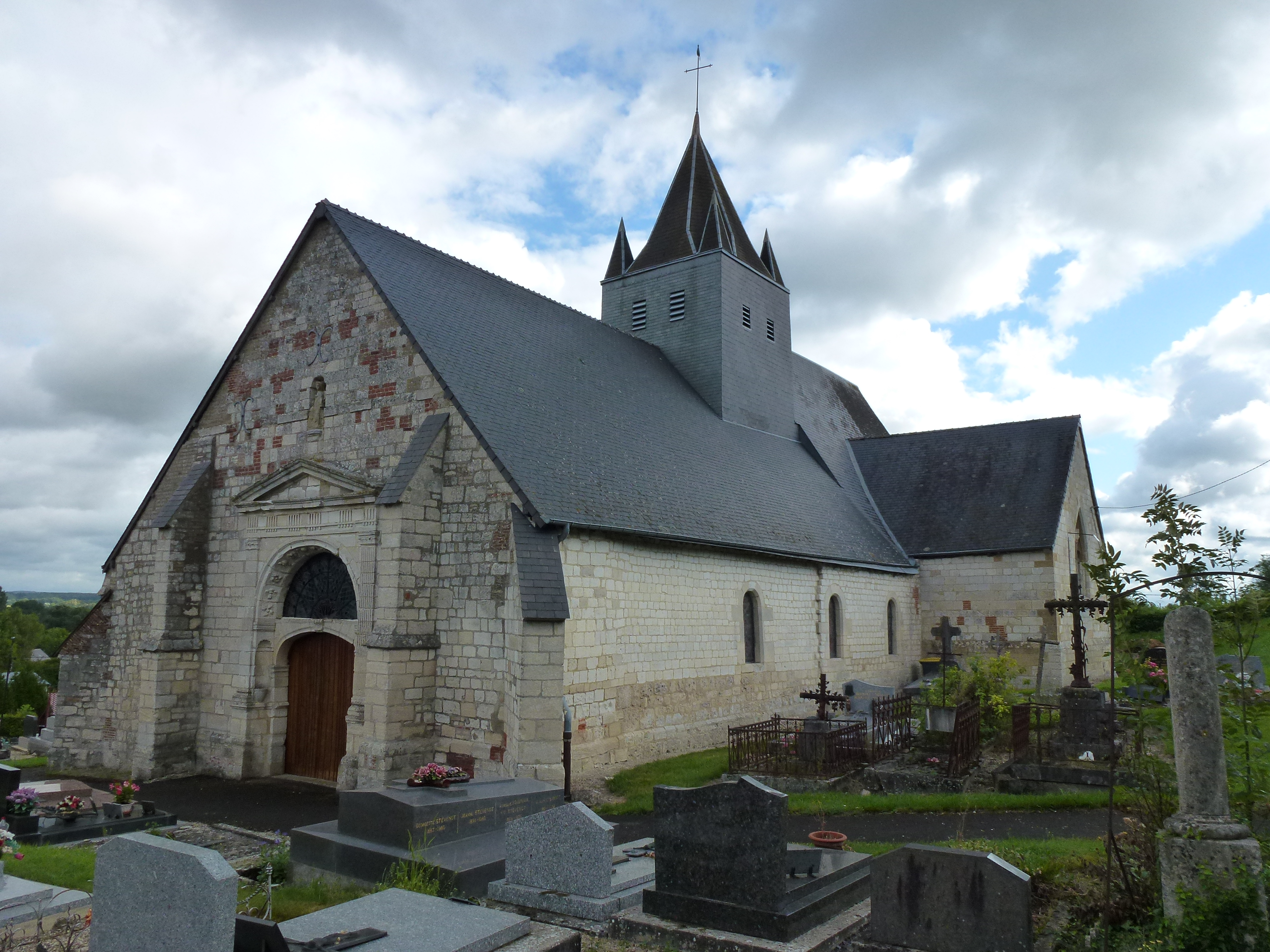
Kirche Notre-Dame in Justine
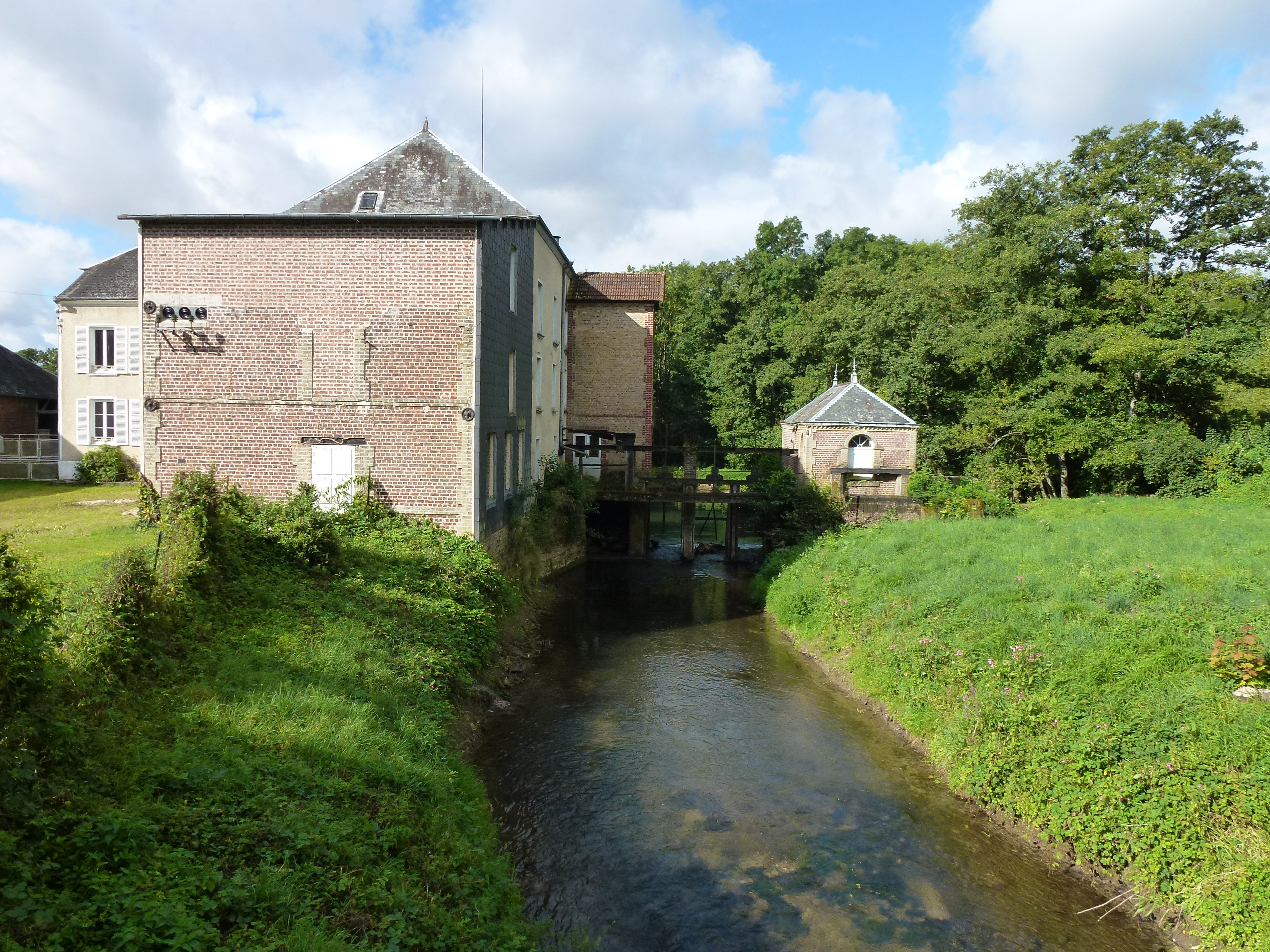
Wassermühle an der Vaux in Justine
- Oratorium in Herbigny
- zwei Gefallenendenkmale
- zwei Lavoirs und mehrere Brunnen

- Kirche Saint-Martin in Herbigny
- Kirche Notre-Dame in Justine
- Alte Wassermühle in Justine

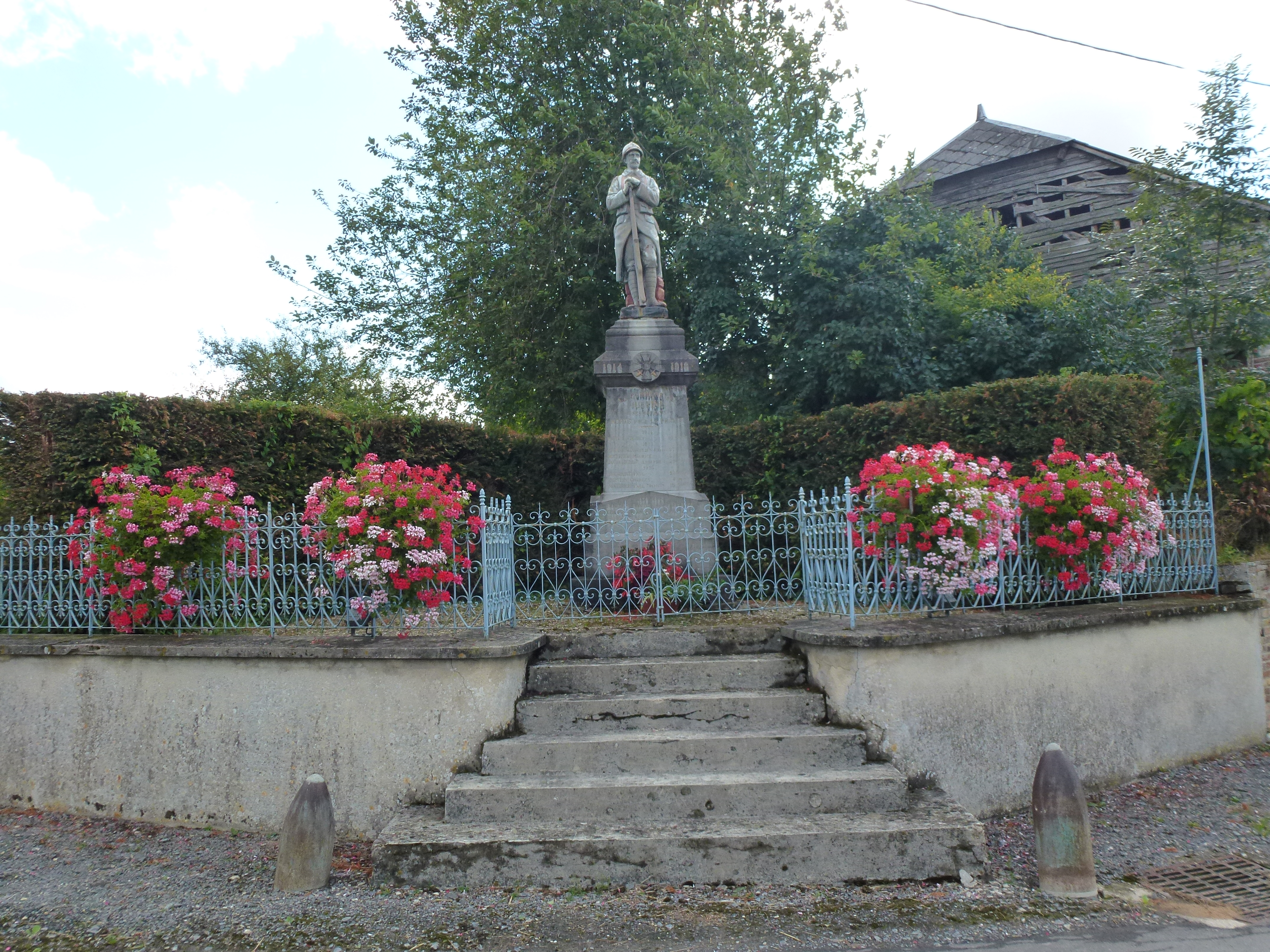
Gefallenendenkmal in Justine
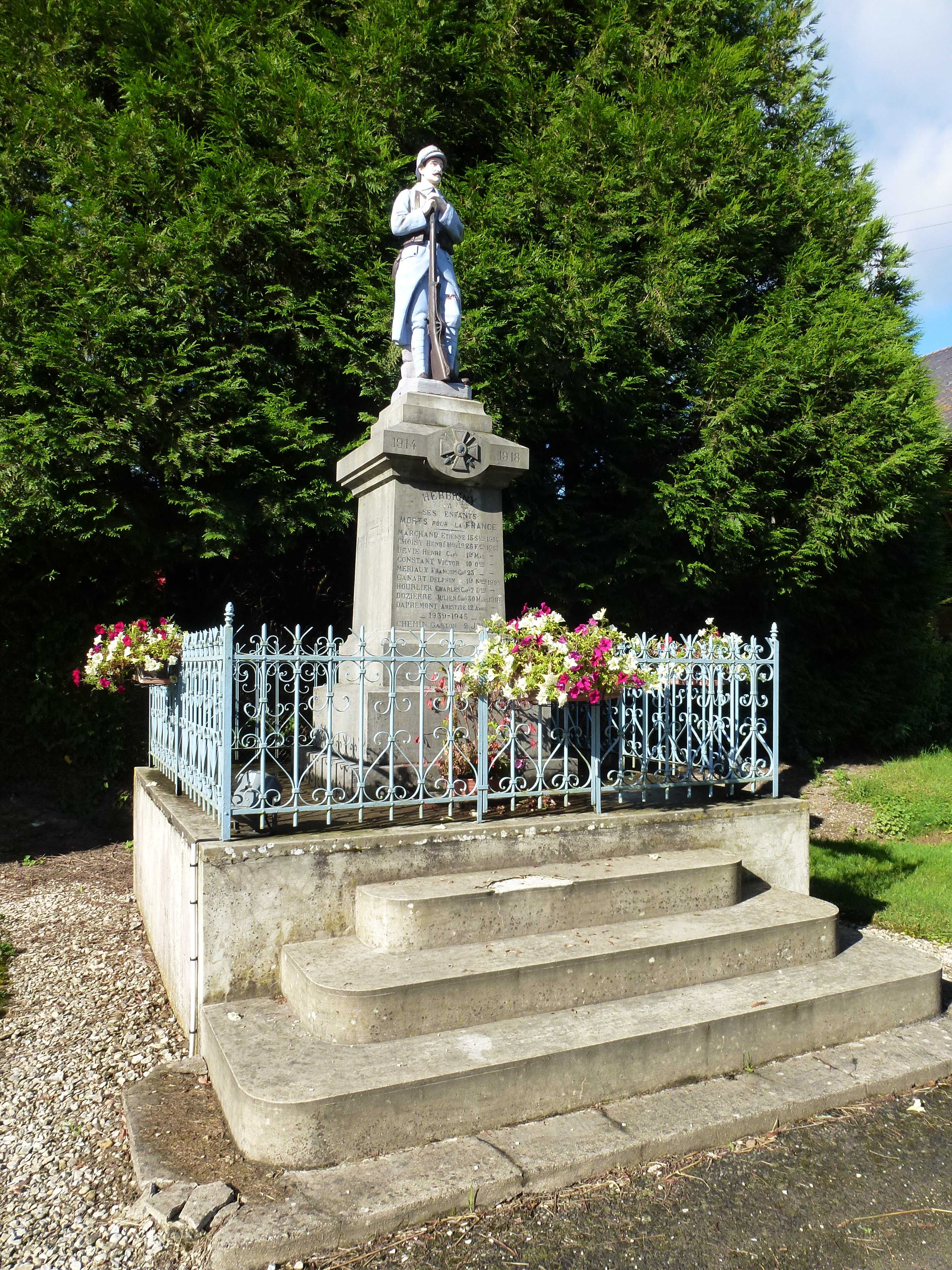
Gefallenendenkmal in Herbigny
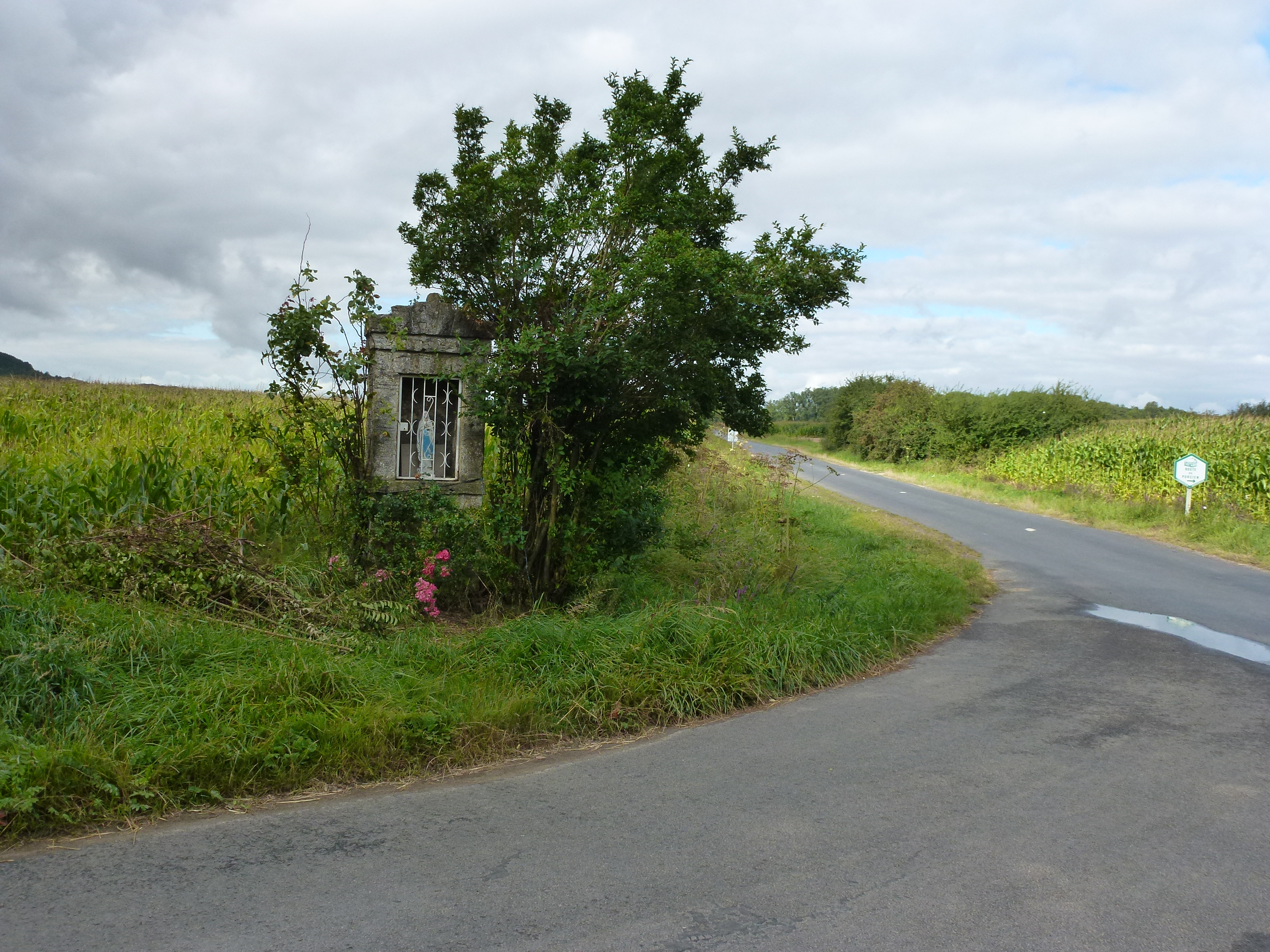
Oratorium in Herbigny

## Wirtschaft und Infrastruktur
Die Gemeinde ist ländlich geprägt. In Justine-Herbigny sind neun landwirtschaftliche Betriebe ansässig (Getreideanbau, Rinder-, Ziegen- und Schafzucht)
Justine-Herbigny liegt abseits der überregional wichtigen Verkehrsadern. Die zwölf Kilometer entfernte Stadt Rethel ist ein lokaler Verkehrsknoten mit Anschlüssen an die Autoroute A34. Der Bahnhof Rethel liegt an der Bahnstrecke von Soissons nach Givet.

## Belege
1. ↑  Regesta Imperii I., Nr. 268g
2. ↑  Regesta Imperii I., 1480
3. ↑  Angaben auf cassini.ehess.fr (französisch)
4. ↑  Justine-Herbigny auf cassini.ehess
5. ↑  Justine-Herbigny auf INSEE
6. ↑  Eintrag Nr. IA08000469 in der Base Mérimée des französischen Kulturministeriums (französisch)
7. ↑  Landwirtschaftsbetriebe auf annuaire-mairie.fr (französisch)